# Mecze reprezentacji Polski w piłce nożnej mężczyzn prowadzonej przez Zbigniewa Bońka

## Oficjalne międzynarodowe spotkania
| Nr | Przeciwnik    | Miejsce                 | Data                 | Impreza                      | Wynik (Polska - przeciwnik) |
| -- | ------------- | ----------------------- | -------------------- | ---------------------------- | --------------------------- |
| 1  | Belgia        | Szczecin                | 21 sierpnia 2002     | mecz towarzyski              | 1:1                         |
| 2  | San Marino    | Serravalle              | 7 września 2002      | eliminacje Mistrzostw Europy | 2:0                         |
| 3  | Łotwa         | Warszawa                | 12 października 2002 | eliminacje Mistrzostw Europy | 0:1                         |
| 4  | Nowa Zelandia | Ostrowiec Świętokrzyski | 16 października 2002 | mecz towarzyski              | 2:0                         |
| 5  | Dania         | Kopenhaga               | 20 listopada 2002    | mecz towarzyski              | 0:2                         |

Bilans
|                 | zwycięstwa | remisy | porażki |
| ogółem          | 2          | 1      | 2       |
| dom             | 1          | 1      | 1       |
| wyjazd          | 1          | 0      | 1       |
| neutralny teren | -          | -      | -       |

|                 | strzelone | stracone |
| ogółem          | 5         | 4        |
| dom             | 3         | 2        |
| wyjazd          | 2         | 2        |
| neutralny teren | -         | -        |

## Szczegóły
| 21 sierpnia 2002 20:00 CEST | Polska · Maciej Żurawski 6' | 1:1(1:1)pl | Belgia · 42' Wesley Sonck | Szczecin, Stadion Miejski · Widzów: 19 000 · Sędzia: Martin Ingvarsson ( Szwecja) |
|                             |                             |            |                           |                                                                                   |

| 7 września 2002 20:00 CEST | San Marino | 0:2(0:0)pl | Polska · 75' Paweł Kaczorowski · 88' Mariusz Kukiełka | Serravalle, Stadion Olimpijski · Widzów: 2 500 · Sędzia: Paul McKeon ( Irlandia) |
|                            |            |            |                                                       |                                                                                  |

| 12 października 2002 19:00 CEST | Polska | 0:1(0:1)pl | Łotwa · 30' Juris Laizāns | Warszawa, Stadion Wojska Polskiego · Widzów: 12 000 · Sędzia: Massimo Busacca ( Szwajcaria) |
|                                 |        |            |                           |                                                                                             |

| 16 października 2002 19:15 CEST | Polska · Krzysztof Ratajczyk 52' · Mariusz Kukiełka 87' | 2:0(0:0)pl | Nowa Zelandia | Ostrowiec Świętokrzyski, Stadion Miejski · Widzów: 8 000 · Sędzia: Bertrand Layec ( Francja) |
|                                 |                                                         |            |               |                                                                                              |

| 20 listopada 2002 19:15 CET | Dania · Jon Dahl Tomasson 22' · Thomas Roel Larsen 72' | 2:0(1:0)pl | Polska | Kopenhaga, Parken · Widzów: 15 364 · Sędzia: Ruud Bossen Holandia |
|                             |                                                        |            |        |                                                                   |